# نادي سفاي رينغ
نادي برياه خان ريتش سفاي رينغ لكرة القدم (بالخميرية: ក្លឹបបាល់ទាត់ព្រះខ័នរាជស្វាយរៀង)‏ أو اختصاراً سفاي رينغ، هو نادِ كرة قدم كمبودي من مدينة سفاي رينغ. تأسس عام 1997 تحت اسم بريه خان ريتش. ينافس حالياً في الدوري الكمبودي الممتاز.

## وصلات خارجية
- الموقع الرسمي